# 陳恩能
陳恩能（英語：Daniel Chan Yan Nang，藝名丹尼爾，1977年8月25日—）是一名香港體育評述員，他主力評述一級方程式賽車，亦有評述其他體育運動，包括足球、單車等賽事，曾參與多屆世界盃和奧運的評述工作。他亦曾擔任電台主持，在香港電台主持節目《波樂無窮》及《開心日報》。他在電台以藝名丹尼爾作為其稱呼，源於NBA球星奧尼爾，只有在電視台評述時才使用其真名。

## 簡歷

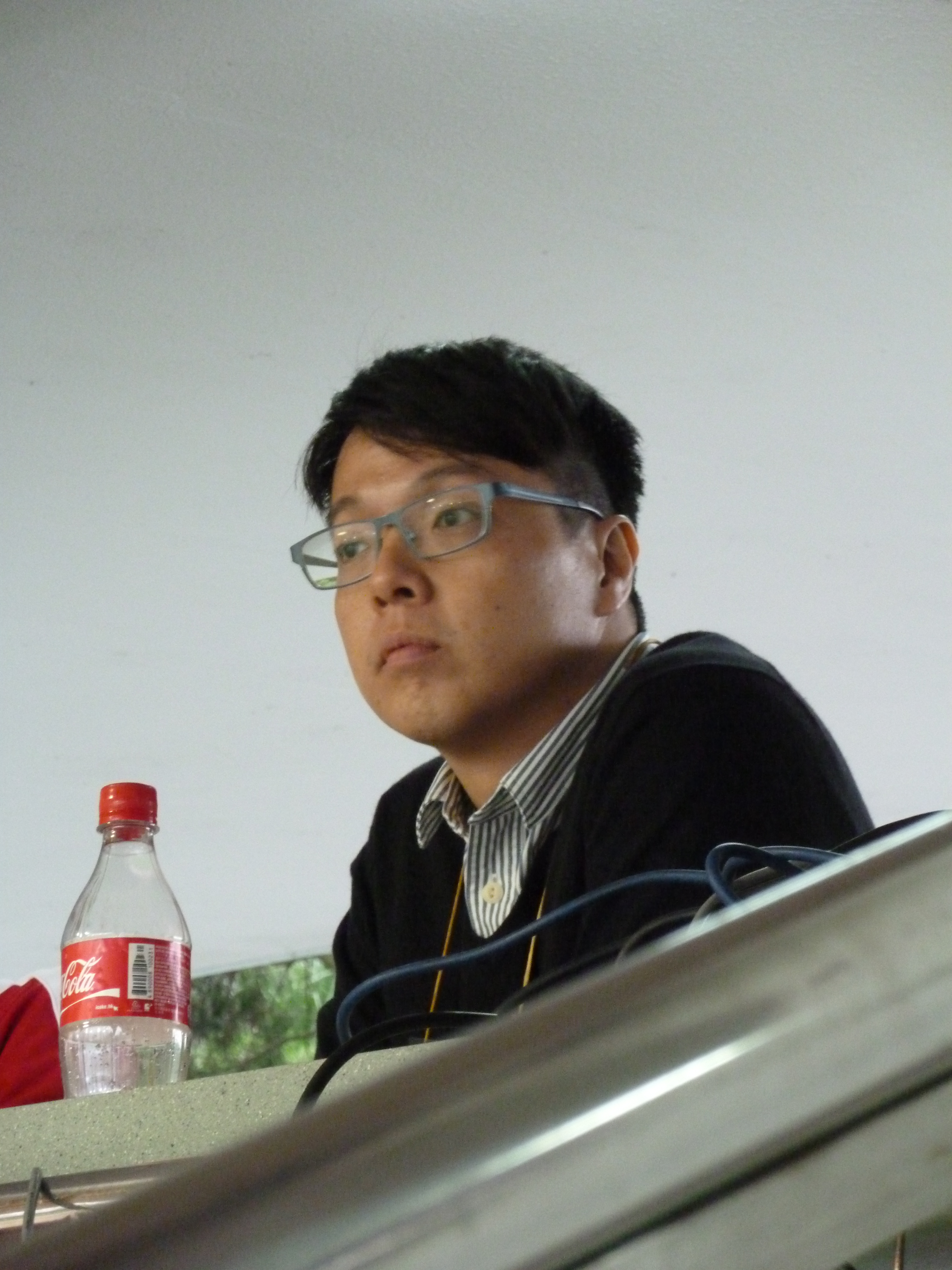
2013年3月31日攝於大埔運動場《香港甲組足球聯賽（大埔 vs 飛馬）》

陳恩能早年就讀粉嶺官立小學，於1996年畢業於東華三院甲寅年總理中學，並於2000年在香港中文大學地理系畢業。2021年，他於香港大學專業進修學院擔任兼職講師，教授體育傳播學短期課程。2022年，負笈英國布萊頓大學修讀體育傳播學碩士課程。

### 電台節目主持
2000年，大學畢業的陳恩能獲商業電台聘用，起初在雷霆881《風波裏的茶杯》和《人生交叉盤》節目中擔任節目助理，後來主持體育節目《體育精神》。2003年，轉職到香港電台，主持香港電台第一台節目《開心日報》，又在周末節目《波樂無窮》擔任本地足球賽事評述，2018年離職。於電台任職期間，他訪問了多名國際體育名將，包括足球界的范志毅、體操界的劉璇、籃球界的奧尼爾和米高佐敦等。

### 體育評述
2004年，陳恩能加入香港ESPN頻道（後來被Fox 體育收購）。他起初主持一些體育雜誌節目，2005年起開始評述MotoGP賽事。2007年賽季，他正式夥拍賽車專家沈國成評述一級方程式賽車，2008年起長期單獨評述一級方程式至今，成為他最廣為人知的事跡。他曾經歷一級方程式比賽的大小事，例如賽事因天雨關係延誤數小時、賽車手在比賽中發生嚴重意外等等。不少一級方程式賽車手的粵語暱稱便是由他改名，例如「四萬哥」歷卡度、「韋少」韋斯塔本等等。除了一級方程式外，他亦有參與評述電動方程式、勒芒24小时耐力赛等賽車賽事。近年，他在一級方程式賽事舉行前後會在其YouTube頻道直播《F1 吹水站》節目。
2007年起，陳恩能成為Now體育頻道的評述員，評述不同歐洲足球聯賽賽事，主持2018年世界盃和2020東京奧運節目，曾主持節目《無限速驅樂部》和《車文化》。
2007年至2016年，他在Eurosport頻道評述單車比賽，在直播中見證黃金寶、郭灝霆、李慧詩等香港單車運動員奪得世界冠軍。
2008年，陳恩能於無綫電視明珠台首度評述2008年北京奧運的冷門項目，其生動破格的評述風格獲網民讚賞，有網民收集他與其他評述員石金華、翁金驊和黃興桂的幽默對話，經過整理後紀錄在香港網路大典，更曾舉辦支持者見面會。他隨後亦為無綫電視主持2012年倫敦奧運、並兩次親身到巴西主持2014年世界盃和2016里約奧運節目。
陳恩能的評述風格為風趣和生動爲主，亦喜愛在評述期間加插冷笑話。他在專訪中透露，他的目標為資深足球評述員、前香港甲組足球員何輝。陳恩能希望未來的評述風格能與何輝不相伯仲。

### 體育公關工作
除了主持和評述工作外，他一直致力推動香港體育產業化。陳恩能在2003年開始體育公關事業，2005年到上海加入李寧旗下公司從事經理人工作，負責的運動員有劉璇及林丹等等。2006年，他回港投資體育推廣公司，2009年創辦體育公關公司「Passion Marketing」，負責香港運動員的公關工作，為運動員尋找商業贊助，並推廣本地大型體育比賽項目。近年，他又創辦數家市場營銷及創意媒體公司，為品牌構思數碼媒體策略和製作內容。  他曾與各項運動的運動員合作，例如蘇樺偉、王史提芬、李致和、曹星如、歐陽若曦合作，其中與桌球手傅家俊成為深交，唯雙方最終因合約問題而不歡而散。

### 興趣
陳恩能在香港電台網頁上提及最感興趣的為球類運動，尤其以籃球、足球、欖球和壁球感為興趣。陳恩能是洛杉磯湖人和利物浦的忠實球迷。除此以外，他亦在賽車節目中透露有玩電子遊戲的愛好，尤以足球及賽車遊戲。

## 曾主持節目列表

### 電台節目
- 開心日報 （香港電台）
- 波樂無窮 (香港電台) - 香港電台足球直播節目由波樂無窮主持負責[11][12]

過往電台節目
- 體育精神 (商業電台)

### 電視節目

#### FOX Sports（已停播）及beIN Sports
- 賽車

- 一級方程式

- 足球

#### Eurosport
- 單車

- 環法單車賽 (TOUR)
- 環意大利單車賽 (GIRO)
- 環西班牙單車賽 (VUELTA)
- 場地單車世界盃與世界錦標賽

- 足球

- 歐洲國家杯外圍賽
- 土倫杯足球賽
- 非洲國家盃

過往工作

#### ESPN及衛視體育台
- 賽車

- 一級方程式
- MotoGP
- 澳門格蘭披治大賽車

- 足球

- 歐洲聯賽冠軍杯

#### 香港無綫電視明珠台
- 2008北京奧運直播
- 2012倫敦奧運直播
- 2016里約奧運直播

#### 香港無線電視翡翠台
- 2014世界盃特備節目熱爆巴西
- 2014世界盃特備節目32強事先張揚
- 2014世界盃直播

#### 香港無線電視高清翡翠台、J5、無綫財經台、無綫財經·資訊台
- 2014索契冬奧直播
- 2016跳水世界盃直播
- 2018平昌冬奧直播

#### ViuTV
- 2018俄羅斯世界盃直播

#### now Sports
- 冰球

- NHL - 國家冰上曲棍球聯盟

- 足球

- 英格蘭超級聯賽
- 意大利甲組聯賽

### 網上平台
- big big channel （無綫電視）

- 明星Game超聯大賽

## 外部連結
- 陳恩能的Instagram帳戶
- 陳恩能 Youtube頻道  （页面存档备份，存于）
- 陳恩能 FACEBOOK PAGE （页面存档备份，存于）
- 香港電台的簡介 （页面存档备份，存于）
- 陳恩能 新浪微博 （页面存档备份，存于）